# Mayurasana
Mayúrásana (dêvanágari मयूरासन IAST mayūrāsana) é uma asana de ioga,  na qual o corpo está esticado em posição horizontal paralela ao chão e o peso é suportado pelos braços fletidos. É de muito difícil execução. 
Em sânscrito mayúra é pavão. Segundo a mitologia hindu esta ave é símbolo de Krishna.

## Execução
Sente-se em vajrasana com os joelhos afastados. Coloque suas mãos no chão voltadas para trás ou para os lados. Apoie os cotovelos no plexo solar e incline o corpo para frente até apoiar o peso nos antebraços retirando os joelhos do chão e por fim, estendendo as pernas. Quão mais paralelo ao chão o corpo ficar, mais técnico, difícil e belo a posição será.
Algumas escolas aceitam fazer o mayúrásana a partir do chatuspadasana também outras consideram má tecnica proceder desta forma.

## Galeria
- Ardha Mayúrásana PreparatórioArdha Mayúrásana Preparatório
- Sukha Mayúrásana Com as pernas flexionadas o esforço é bem menor.Sukha Mayúrásana Com as pernas flexionadas o esforço é bem menor.
- Rája Mayúrásana Completa, com as pernas estendidas.Rája Mayúrásana Completa, com as pernas estendidas.
- Rája Mayúrásana VariaçãoRája Mayúrásana Variação
- Nirálamba Mayúrásana sem apoio.Nirálamba Mayúrásana sem apoio.
- Êkahasta Mayúrásana Em uma só mão.Êkahasta Mayúrásana Em uma só mão.

### Variações[2][3][4]
- Ardha é incompleto
- Sukha é agradável, fácil, diz-se da variação mais fácil de uma posição.
- Rája é real, no sentido de verdeira; diz-se de uma posição em sua variação completa.
- Nirálamba é sem apoio, no caso dos cotovelos sobre o plexo solar.
- Êkahasta Êka é um e hasta mão.